# Roberto Calandra
Roberto Calandra (Messina, 2 novembre 1915 – Palermo, 23 maggio 2015) è stato un architetto italiano.

## Biografia
Figlio di Enrico - architetto, storico dell'architettura e docente prima a Messina e poi a Roma - Roberto Calandra si laurea in Architettura nel 1937 presso la Scuola superiore di Architettura di Roma. 
Nel 1939 consegue il Master of Science in Architecture presso la Columbia University di New York e collabora alla costruzione del padiglione italiano per l'Expo mondiale del 1939. In America si dedica allo studio delle opere di Frank Lloyd Wright, Richard Neutra e Rudolf Schindler, alcune delle quali avrà anche modo di visitare. 
Dal 1940 è impegnato in guerra e, dal 1943 al 1945, è internato dai tedeschi nei campi di concentramento in Polonia e Germania. La sua attività progettuale si colloca quindi, quasi per intero, nel dopoguerra: partecipa in gruppo ai concorsi per il Lido di Venezia (1946), per il Piano regolatore generale di Enna (1946), per la sistemazione della Fiera di Messina (1947), occupandosi della ricostruzione con numerosi progetti di edilizia residenziale pubblica e privata, restauri architettonici e piani urbanistici. Nel 1950 sposa Igea Giordano (anche lei laureata a Roma in architettura ma conosciuta a Messina dove collabora con Filippo Rovigo) insieme vincono il concorso per le case dei dipendenti comunali di Riposto e quello per il centro cittadino ed edificio INA a Catania. 
Insegna Disegno (1940-1962), Urbanistica (1962-1966) e Restauro dei Monumenti (1967-1986) nelle facoltà di Messina e di Palermo. 
La sua produzione architettonica è in prevalenza concentrata a Messina, dove opera dal 1946 al 1970, e dove fonda, nel 1962, lo studio Sismiconsult (Calandra, Cutrufelli, D'Amore, De Cola).
Collabora tra gli altri con Maria Calandra, Luigi Piccinato, Silvio Radiconcini, Giuseppe Samonà, Carlo Scarpa, Bruno Zevi, Edoardo Caracciolo. 
Con Scarpa realizza l'allestimento della mostra su Antonello da Messina e la pittura del Quattrocento in Sicilia (1953), il progetto per il Nuovo museo nazionale di Messina (1974-1976) e il recupero, a Palermo, del trecentesco Palazzo Chiaramonte a sede del rettorato universitario (1973-1978) restauro completato nel 1997. 
Nel 1982, su incarico della Soprintendenza per i beni culturali e ambientali di Palermo, svolge, a capo di un'équipe, studi storico-critici e analisi filologiche sulla basilica cattedrale di Cefalù, pubblicati in otto volumi nel 1988. A Palermo lavora al progetto di restauro delle sale Montalto all'interno del Palazzo dei Normanni (1987-1999). 
Nel 1985 fonda l'associazione Salvare Palermo (oggi Fondazione Salvare Palermo).

## Opere
Progetti principali
- 1936 - Littoriali di Architettura di Venezia (progetto di caserma di artiglieria divisionale)

- 1938 - Concorso per la Casa del fascio di Verona (con V. Caravacci, U. Sissa)

- 1939-1940 - Ente colonizzazione latifondo siciliano. Borgo rurale tra Agrigento e Palma di Montechiaro in contrada Burrainiti (con M. Calandra)

- 1946 - Concorso per la sistemazione urbanistica e turistica del Lido di Venezia (con M. Calandra, C. Dall'Olio, L. Piccinato, A. Galliussi, A. Giurgola, P. Marabotto, E. Tedeschi)

- 1946-1947 - Concorso per il Piano regolatore generale del Comune di Enna (con N. Cutrufelli)

- 1947 - Concorso per la sistemazione della Fiera di Messina (con N. Cutrufelli, G. De Cola)

- 1949 - Padiglione del turismo alla X Fiera di Messina (con l'ing. E. Mazzullo)

- 1949 - Nucleo residenziale e case lavoratori Escal a Pace del Mela (ME) (con I. Giordano).

- 1949 - Concorso progetti-tipo case per lavoratori della Regione Siciliana, Messina (con l'ing. Tullio Russo)

- 1950 - Piano di ricostruzione del Comune di Enna, Enna (con R. Calandra e N. Cutrufelli)

- 1952-1953 - Restauro del Palazzo dei Duchi di Santo Stefano a Taormina  (ME)

- 1952-1953 - Allestimento Mostra del turismo alla XIV Fiera di Messina (con S. Radiconcini)

- 1953 - Allestimento Mostra Antonello da Messina e pittura siciliana del '400 a Messina (con C. Scarpa)

- 1953-1954 - Ufficio informazioni turistiche per l'Ente per il turismo a Taormina (ME)

- 1954 - Sistemazione turistica del complesso monumentale del castello di Lombardia, Enna (con M. Calandra)

- 1954 - Concorso Palazzo della Regione Siciliana, Palermo (con P. Ajroldi, I. Arcara, A. Bonafede, P. F. Borghese, M. Calandra, E. Caracciolo, E. Mazzullo, G. Pirrone)

- 1955-1957 - Quartiere di case per lavoratori Ina-casa 2° settennio, Messina (con I. Giordano, N. Cutrufelli, G. De Cola, A. Barone, A. D'Amore)

- 1956-1957 - Borgo Ulivia nucleo residenziale sperimentale del Comitato edilizio produttività, Palermo (con G. Samonà [capogruppo], A. Bonafede, R. Calandra, E. Caracciolo)

- 1956-1959 - Palazzo comunale di Pace del Mela (ME) (inaugurato il 25 Aprile 1960)

- 1957-1963 - Progetto per l'autodromo intorno al lago di Pergusa (EN) (con la collaborazione degli ingg. S. Campolino del Comune e G. D. Cammarata del Genio civile)

- 1957-1961 - Quartiere di espansione e case popolari in contrada S. Anna, Enna (con ingg. N. Cutrufelli e G. D. Cammarata)

- 1959-1960 - Quartiere autosufficiente C.E.P.in contrada Contesse, Messina (con G. Samonà, A. Barone, N. Cutrufelli, A. D'Amore, G. De Cola, I. Giordano, A. Maimone, N. Vicari)

- 1960 - Concorso Piano regolatore generale di Messina, Messina (con G. Samonà [capogruppo], A. Bonafede, N. Cutrufelli, G. De Cola, A. Samonà)
- 1960 - Complesso Residenziale "La Casa nel Parco" di Messina - Impresa di costruzioni edili e stradali Nazzareno Pergolizzi

- 1962 - Quartiere di case lavoratori Ina-casa-Inps in contrada S.Filippo a Messina (con N. Cutrufelli, A. D'Amore, G. De Cola, I. Giordano)

- 1962 - Concorso nazionale Piano regolatore generale del Comune di Milazzo (ME) (con G. Samonà, A. Bonafede, N. Cutrufelli, G. De Cola, D. Riolo, A. Samonà, N. Vicari)

- 1963 - Piano regolatore generale del Comune di Villa S. Giovanni (RC) (con G. Samonà, capogruppo, A.Bonafede, N. Cutrufelli, G. De Cola, A. Samonà)

- 1963 - Progetto per il Nucleo Tirreno di industrializzazione della provincia di Messina (con G. Samonà, A. Bonafede, A. D'amore, G. De Cola, A. Marotta, G. Merlino, G. Pantano, S. Ruberto, A. Samonà)

- 1965 - Edilizia economica e popolare a Borgo Ulivia "2", Palermo (con A. Bonafede e Mazzacurati)

- 1966 - Istituto Giovanni XXIII dei Padri Camilliani a Riposto (CT)

- 1966 - Ospedale Maggiore di Modica, Ragusa

- 1966-1967 - Ospedale psichiatrico "L. Mandalari", ampliamento e nuova sede in contrada Papardo a Messina (con M. Autore, N. Cutrufelli, G. De Cola, N. Vicari, A. D'Amore)

- 1966-1967 - Nuovo quartiere funzionale ed autosufficiente in contrada Villa Seta, piano generale, Agrigento (con A. Bonafede, A. D'Amore, M. Ghio, N. Vicari)

- 1968 - Progetto per un edificio "La Rinascente" in via Roma, Palermo (con Sismiconsult che realizza il progetto definitivo)

- 1970-1978 - Teatro "Vittorio Emanuele" a Messina

- 1970 - Alloggi per terremotati a S. Stefano di Camastra (ME) (con N. Vicari)

- 1972 - Piano regolatore generale del comune di Augusta (SR)

- 1973 - Complesso alberghiero Bellavista nel comune di Savoca , Messina (con F. Lombardo)

- 1973-1997 - Restauro Palazzo Chiaramonte (Steri) a Palermo (con C. Filangeri, N. Vicari e la consulenza di Carlo Scarpa)

- 1974 - Complesso alberghiero a Zafferana Etnea (CT), ditta Leotta, Catania (con F. Lombardo)

- 1974-1976 - Nuovo museo nazionale di Messina (con C. Scarpa)

- 1975-1991 - Parziale ricostruzione e ristrutturazione Istituto Regina Margherita, Palermo (con N. Vicari e C. Filangeri)

- 1975 - Edilizia residenziale pubblica I.A.C.P. a Villabate (PA) (con A. Bonafede, N. Vicari, B. Colajanni, G. Pirrone, S. Incorpora)

- 1975 - Residenze universitarie in piazza Marina a Palermo (con M. Giuffrè, C. Filangeri, G. Naselli)

- 1977 - Intervento di restauro nel Duomo di Cefalù (PA) (progettisti: M. Asso, R. Calandra; associati: M. Giuffrè, P. Culotta, C. Filangeri)

- 1987-1999 - Sale Duca di Montalto, ripristino e sistemazione dei reperti archeologici del sottosuolo, Palermo (collaborazione per le strutture A. Rizzo e G. Beccali per gli impianti speciali)